# Eduardo Porfirio Patiño Leal
Eduardo Porfirio Patiño Leal (Monterrey, Nuevo León, 22 de noviembre de 1949) fue el primer obispo de la Diócesis de Córdoba, Veracruz, del 15 de abril de 2000 hasta el 4 de julio de 2020.

## Biografía
Nació en la ciudad de Monterrey, Nuevo León, el día 22 de noviembre de 1949. Sus padres son el Señor Don Francisco Patiño Treviño (†) y la Señora Aurora Leal Martínez de Patiño(†), siendo el tercero de seis hermanos. El 7 de diciembre de 1949 fue bautizado en la Parroquia de Ntra. Sra. De la Luz en Monterrey, N. L. 

## Estudios
Ingresó al Seminario de Monterrey en septiembre de 1966, a la edad de 16 años, en este lugar realizó estudios humanísticos, filosóficos y teológicos. La ordenación al diaconado la recibió el 17 de enero de 1976. Posteriormente realizó un año pastoral. Fue ordenado sacerdote el 28 de mayo de 1977. Fue enviado a Roma al Pontificio Instituto Bíblico de 1979 a 1982, en donde obtuvo la licenciatura en Sagrada Escritura. En 1982 regresó a la Arquidiócesis de Monterrey, en donde le fueron confiados una serie de cargos requeridos por la arquidiócesis. De enero de 1999 al 13 de mayo de 2000, sirvió como párroco y rector de la parroquia Santuario de Nuestra Señora de Fátima. De mayo de 1999 al 14 de abril de 2000 fue vicario episcopal de la zona pastoral V metropolitana poniente.

## Obispo de Córdoba
El 15 de abril de 2000, el papa Juan Pablo II lo nombró primer obispo de la diócesis de Córdoba, siendo ordenado obispo el 14 de junio de 2000. Durante el trienio 2007-2009 fue presidente de la comisión para el diálogo interreligioso y comunión. También es responsable de la dimensión de diálogo con confesiones no cristianas, dentro de la misma comisión. 

## Accidente y Asesinato
El 7 de noviembre de 2015,  acelera su camioneta y arrolla a las personas que se encuentra en su camino, los hechos ocurrieron a las 10:30 horas en la avenida número 1 entre la calle 4 y 2 del municipio de Huatusco, donde el Obispo conducía una camioneta Nissan Panfhiter color plata del estado de Veracruz. Debido a que presuntamente manejaba a exceso de velocidad, perdió el control de la unidad y derribó un poste de la Comisión Federal de Electricidad, pasó a traer otro vehículo particular. Posteriormente se subió a la banqueta donde había varias vendedores ambulantes de verduras y las atropelló. En el accidente pereció Marchela Colorado Velásquez de 75 años, mujer indígena que se dedicaba a la venta de verduras en la vía pública. También resultaron con lesiones Nicolasa Colorado Molina de 72 años; Marcela Constansa Juárez de 57 años; Dante Solis Susol de 11 años; José Juárez Hernández de 13 años y Elvia Fernández Lencero de 42 años, los cuales fueron internados en varios nosocomios de la zona.
El 4 de julio de 2020 el Papa Francisco aceptó su renuncia.
| Predecesor: Creación del Título | Obispo de Córdoba 2000 - 2020 | Sucesor: Eduardo Cirilo Carmona Ortega |